# 貝德沃思聯足球會
貝德沃思聯足球會（Bedworth United Football Club）是一支位於英格蘭貝德沃思的職業足球會，目前於英格蘭北部超級聯賽甲組中角逐。

## 外部連結
- The Official Bedworth United FC Website （页面存档备份，存于）